# Radio Súper AM/FM
Radio Súper AM/FM es una empresa radial situada en Pucallpa, departamento del Ucayali, Perú. Su centro de transmisiones fue el más antiguo en inaugurarse, fue creado el 25 de noviembre de 1985 por su fundador Floreal Rodríguez Ramírez y sus hermanos Nestor y Celica. Es la radio con mayor audiencia en la región.

## Historia
Las primeras emisiones por radio en Ucayali comenzaron cuando el gerente Julio Reátegui Burga, propietario de Radio Atlanta de Iquitos, planeó crear una repetidora en la región (actualmente Radio Pucallpa) en la década de 1960. El 25 de noviembre de 1985, fue lanzada al aire Radio Super AM-FM, siendo la primera radio independiente en Pucallpa. Sin embargo en 1987 sus instalaciones sufrieron un incendio y permaneció sin emitir hasta el día siguiente.
La radio local dio muestras de un gran avance, cuyo instrumental fue renovado después del incendio del 13 de diciembre de 1987. La innovación que caracterizó a esta empresa fue transmitir la señal de Radio Súper en simultáneo por la instalación de receptores Itame de 1 kW (1989), que años después se cambiaron por R.V.R. de 5 kW con una cobertura de 200 kilómetros a la redonda.
En los años 1990 se emitió La voz de la selva, este medio sirvió para atender necesidades de comunidades nativas.